# 선제적 내전 전략
선제적 내전 전략(先制的内戦戦略)은 일본의 신좌파 정파인 중핵파의 1970년대 이후의 정치 사상의 하나이며 "현재 일본은 이른바 혁명 전야의 상황이고 혁명의 기폭제로 각종 무장 투쟁을 전개할 것 "이라는 것이다.

## 개요
1970년대 중핵파는 현 상황을 "혁명과 반혁명의 내전의 시대"라고 규정하고 "내란을 통한 사투의 70년대"의 슬로건을 내걸고 무장 투쟁 노선을 추진했다.
1971년 혁 마르파 에게 우치게바 피해를 입은 중핵파는 "경찰 = 혁 마르파 '라는' KK 연합'설을 주창하고 "카쿠마루 섬멸을 위한 전면전"을 선언했다. 또한 70년대 내란의 선두로 혁 마르파를 섬멸하는 '선제적 내전 전략'을 내세운다.
1991년 핵심 파는 '오월 테제'를 발표하고 현재는 대중 투쟁에 중점을 두기로 결정, 이 선제적 내전 전략은 사실상 미뤄지게 됐다.